# Afdera orphnaea
Afdera orphnaea är en fjärilsart som beskrevs av Edward Meyrick 1931. Afdera orphnaea ingår i släktet Afdera och familjen plattmalar. Inga underarter finns listade i Catalogue of Life.